# Авдикович, Орест Львович
Орест Львович Авдикович (16 февраля 1877, село Дубкивцы, ныне — в составе села Раштовцы Тернопольской области — 29 октября 1918, Вена, похоронен в г. Перемышль, ныне — Польша) — украинский писатель, педагог, литературовед. Псевдонимы — Даниил Троян, Т. Ал. Зорин. Был женат на Климентине Авдикович-Глинской.

## Биографические данные
Родился в семье греко-католического священника москвофильской ориентации Льва Авдиковича. Окончил Академическую гимназию во Львове. В 1898—1899 годах учился в Горной академии в городе Леобен (Австрия). В 1901 году окончил философский факультет Львовского университета.
Учительствовал в Перемышле: сначала в польской гимназии, с 1903 года — в украинской мужской гимназии (в 1903—1907 годах — помощник учителя, с 1907 — учитель, с 1909 года — профессор) и одновременно в Украинском лицее для девушек. Преподавал украинский, немецкий, латинский и греческий языки, украинскую литературу. С 1905 года — первый администратор и префект гимназического института. Был заведующим украинской библиотеки для учащихся и куратором драматического кружка, руководил литературной секцией.
С 1908 года — председатель Перемышльского филиала Общества научных изложений имени Петра Могилы. С 1910 года — член Научного общества имени Т. Г. Шевченко.
На 40-м году жизни А. Авдикович тяжело заболел воспалением спинного мозга и уже в 1917/18 учебном году получил отпуск для лечение в Вене, где и умер 28 октября 1918 года. Похоронен 1 ноября 1918 года на Центральном кладбище в Перемышле.

## Творчество
Дебютировал беллетристическим очерком «Шекс» в газете «Дело» (27 и 28 мая 1898). Печатался во львовском издании «Руслан» и «Литературно-научном вестнике».
В сборниках рассказов «Поэзия и проза» (1899), «„Моя популярность“ и другие рассказы» (1905) реалистически изобразил жизнь мелкой шляхты и сельской интеллигенции.
В произведениях «Гуси», «До луны», «Вечером», «Последние сокровища» и др. сближается с «новой школой» в украинской литературе, представляя с помощью монологов, диалогов психологизированные пластические наброски из жизни, концентрируя внимание на душевных изменениях, оттенках мысли и чувств героя.
Под влиянием польского модерниста Станислава Пшибышевского обращается к изображению разорванного сознания разочарованного в жизни интеллигента в миниатюрах с причудливым сюжетом или же вообще без фабулы: лирических медитаций, элегий или потока сознания лирического героя, который прислушивается к «музыке своих нервов»; к символико-метафористическому изображению его фантастических образов, сочетая натуралистический подход к психологическому анализу с лирико-символистической экспрессией. Все эти черты проявились в сборниках рассказов «Очерк одних суток» (1899), «Нетли» (1900), «Бабочки» (1900), «Демон руины» (1901).
В прозе Авдикович стал предвестником последователей украинского модерна, прежде всего «Молодой Музы».
В 1914 году написал рассказы, в которых осудил Первую мировую войну («На пожарищах», мистерии «Ой, в родном краю, на диком поле» и другие).
В мистерии «Ой в родном краю и на диком поле» (1918) заметны элементы мистики.

### Произведения
Авдиковичу принадлежат литературоведческие исследования:
- «Обзор литературной деятельности Александра Конисского» (Перемышль, 1908),
- «Форма писаний Маркияна Шашкевича» (Перемышль, 1911).

Издал сборники рассказов:
- «Поэзия и проза» (1899),
- «Очерк одних суток» (1899),
- «Нетли» (1900),
- «Бабочки» (1900),
- «Демон руины» (1901),
- «Моя популярность» и другие рассказы (1905).